# Ялпуг (река)
 Тази статия е за река Ялпуг.  За езерото вижте Ялпуг (езеро).  
Ялпуг (на румънски: Râul Ialpug, на украински: Ялпуг) e река в Южна Бесарабия, пресича Молдова и Одеска област в Украйна. Извира близо до село Жавгур, Южна Молдова. Дължината на реката е 114 км, а водосборният ѝ басейн е с площ 3280 км2. Реката преминава през столицата на Гагаузката автономия – Комрат и се влива в езерото Ялпуг (Украйна) близо до Болград. През лятото реката почти пресъхва, водите ѝ се използват предимно за напояване.